# McCloud
McCloud er en amerikansk tv-serie, som først blev vist på NBC fra 1970 til 1977. Hovedrollen som Sam McCloud, en politimand fra Taos, New Mexico, på opgave i New York, blev spillet af Dennis Weaver.